# Mikhaïl Tebenkov

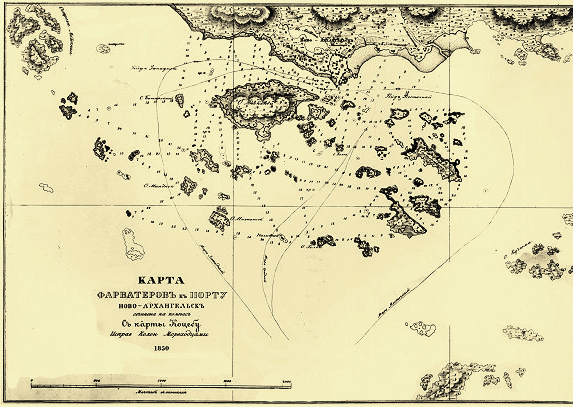
Section de la carte de Tebenkov de l'île de Sitka, où les cartes de son atlas ont été dessinées.

Mikhaïl Dmitrievitch Tebenkov (en russe : Михаил Дмитриевич Тебеньков), né en 1802 et décédé le 3 avril 1872, est un hydrographe, explorateur et kontr-admiral russe. Il fut directeur de la Compagnie russe d'Amérique de 1845 à 1850 et gouverneur de l'Amérique russe 1845 à 1850.

## Biographie
Mikhaïl Dmitrievitch Tebenkov est réputé pour ses études des côtes de l'Alaska alors peu connues.
En 1821, Mikhaïl Dmitrievitch Tebenkov sortit diplômé de l'École du Corps des cadets de la Marine. Au cours des trois années suivantes, il servit sur différents navires en mer Baltique. En 1824, il fut nommé à la tête d'une exploitation forestière destinée aux chantiers navals près de Narva. En janvier 1825, il rejoignit la Compagnie russe d'Amérique. Entre les années 1826-1834, Mikhaïl Dmitrievitch Tebenkov commanda un sloop : le Urup

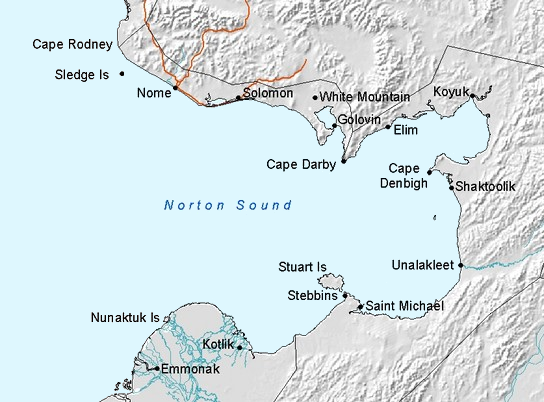
Norton Sound

Au nom de la Société hydrographique de la Russie impériale, Mikhaïl Dmitrievitch Tebenkov étudia le Norton Sound, il fut le premier Européen à découvrir une baie qui aujourd'hui porte son nom (1831). Avant son retour à Saint-Pétersbourg, il étudia la baie Tebenkov (1833).
De retour à Saint-Pétersbourg en 1835, en qualité de commandant du navire l'Elena, bâtiment appartenant à la Société américaine russe, il prit la mer à Kronstadt le 5 août 1835 et, en passant par le Cap Horn, il accosta à Sitka le 16 avril 1836.
Mikhaïl Dmitrievitch Tebenkov fut certainement l'un des plus grands experts de son temps. Patiemment, il consacra beaucoup de temps et de travail à l'amélioration des cartes de la côte de l'Alaska.
Entre 1845 et 1850, Mikhaïl Dmitrievitch Tebenkov occupa les fonctions de directeur de la Société américaine russe et gouverneur de l'Amérique russe.

## Lieux portant son nom
- Baie de Tebenkov : située dans le Norton Sound (entrée de la mer de Bering sur la côte Ouest de l'État américain de l'Alaska, au sud de la péninsule de Seward).
- Glacier Tebenkov
- Mont Tebenkov
- Tebenkov (cité)

## Œuvres
Le plus célèbre ouvrage de Mikhaïl Dmitrievitch Tebenkov fut L'Atlas des côtes Nord-Ouest de l'Amérique : du détroit de Bering au cap Corrientes et les îles Aléoutiennes publié en 1837. Les 39 cartes de cet atlas furent gravés à Sitka par Kozma Terentev ou Terentief.